# Les Hommes de la côte (film, 1934)
Pour plus de détails, voir Fiche technique et Distribution.
Les Hommes de la côte est un film français réalisé par André Pellenc, réalisé en 1934 et sorti en 1935.

## Synopsis
La vie de villageois bretons est troublée par les exactions d'une audacieuse bande de voleurs. Ceux-ci pillent sans vergogne leurs casiers à homards, les dépossédant ainsi d'une de leurs principales sources de revenus. Saïk, un sympathique pêcheur, fiancé à Janick, la fille du maire, est soudain mis sur la sellette quand une Bohémienne le dénonce comme étant l'un des brigands. Mais l'accusation est fausse : la Romanichelle amoureuse du jeune homme entend ainsi se venger de celui qui a repoussé ses avances. Le jeune pêcheur parviendra-t-il à prouver son innocence ?

## Fiche technique
- Titre : Les Hommes de la côte
- Réalisation : André Pellenc
- Scénario et dialogues : Yvan Noé, d'après une nouvelle de Mme Romilly
- Directeur de la photographie : Christian Matras
- Cameraman : Gratacap
- Musique : Lao Silesu (Éditions musicales René Raillet)
- Son : Champol, assisté de Raymond Gauguier
- Directeur de production : A. Hemmet
- Assistant de production : Guy Rousseau
- Société de production et de distribution : Synchro-Ciné
- Format :  Noir et blanc - 35 mm - Son mono
- Pays d'origine :  France
- Genre : Comédie dramatique
- Durée : 69 minutes (métrage : 2000 mètres)
- Date et lieux de tournage : août 1934 à Roscoff, Île de Sieck, Chapelle Sainte-Barbe, Plougoulm (église Saint-Colomban), Santec (Plage du Dossen), Saint-Pol-de-Léon (fête foraine)
- Date de sortie : 1935

## Distribution
- Aimé Simon-Girard : Saïk, un jeune patron de pêche amoureux de Janick
- Josseline Gaël : Janick, la fille du maire, aimée de Saïk
- Pierrette Caillol : la gitane
- Pauline Carton
- Robert Pizani
- Georges Péclet : un patron pêcheur, rival amoureux de Saïk
- Jean Tissier
- Pierre Finaly
- Adolphe Trichet
- Peyrin
- Georges Héritier
- Chaussin